# 辉岩
辉岩（英文：pyroxenolite），属于岩浆岩、侵入岩、超基性岩，是辉石含量大于90%的区域变质岩石，常与橄榄岩共生。颜色多为黑色、灰黑色。

## 成分

### 主要成分
透辉石、紫苏辉石

### 次要成分
普通角闪石、石榴子石、斜长石、石英、磁铁矿、黑云母

## 产状
结构：中粗粒变晶
构造：块状构造
产出：构造透镜体或夹层
共生岩：麻粒岩、角闪岩